# Abdai Khan

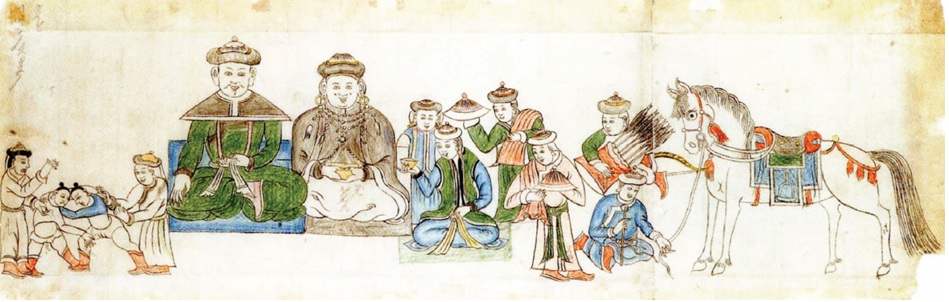

Der Tüsiyetü Khan Abdai (auch Abatai Sayin Khan, * 1554; † 1588) war ein Fürst der Khalka-Mongolen und ein Dschingiside.
Abdai nahm als erster von den Khalka-Prinzen den Titel „Khan“ an bzw. soll ihn vom Dalai Lama Sonam Gyatso 1587 in Hohhot verliehen bekommen haben. Abdais jüngerer Bruder Tümengken bekam den Titel Sajn Noyan und wurde der Stammvater der Sajn-Noyan-Khane. 
1577 besiegte Abdai einen Teil der Oiraten im Raum Kobdo und setzte seinen Sohn Subaadaj an ihre Spitze. Die Oiraten waren damals sehr verstreut und lebten am Irtysch und im Altai verstreut. 
Der Khan war ein Förderer des Lamaismus in der Mongolei und gründete 1585/6 das Kloster Erdene Dsuu am Südrand des verfallenden Karakorum. Für den Bau des Klosters wurden etliche Steine aus Karakorum verwendet, wie Reste von Inschriften zeigen.